# 総合型選抜
総合型選抜（そうごうがたせんばつ）とは、大学の入試方法のひとつ。高等学校における成績や小論文、面接などで人物を評価し、入学の可否を判断する選抜制度。入学許可担当事務局（英: Admissions Office）によって入試選抜を行うアメリカのAO制度とは異なり、日本独自の選抜方法となっている。なお、大学と短期大学においては、2021年4月より前までAO入試という名称であったが、2021年4月入学者対象の試験（令和3年度入試）から名称が総合型選抜へと変更された。

## 概要
1990年、慶應義塾大学湘南藤沢キャンパス総合政策学部・環境情報学部が、他大学に先駆けて「AO入試」として導入した。 
選考方法としては「対話重視型」と「書類・論文重視型」がある。対話重視型はエントリーと呼ばれる登録を行い、面接を重ねていく選抜方法である。書類・論文重視型は出願時に小論文やエッセイなどを提出し、これに調査書・志望理由書などの書類審査を含めた形で1次選考が行われ、1次選考後に面接や小論文を課し、合否が決定される。同様の選抜方式が一律にAO入試と称されているわけではなく、自己推薦入試（AO入試とは別に自己推薦入試という名前の入試が存在する大学もある）・公募推薦入試・一芸入試など、各学校・学科によって名称は様々である。尾室（2012）によれば、AO入試は当初、それまでの一芸入試や自己推薦入試等と同様の入試として認識されていたという。 
推薦入試は成績（評定）の基準があることが多く、さらに「指定校推薦」や「公募推薦（一般推薦・特別推薦）」では高校からの推薦が必要になるが、AO入試の場合は、私立大学を中心に学業成績基準を設けない大学が多い。しかし、新たに基準を設けたり、センター試験や学力テストを課したりする場合も増えている。
AO入試合格者の大学入学者に占める割合は、2000年度は大学入学者の1.4%であったが、2012年度は大学入学者の8.5%に増加の傾向にある。2017年度の大学入学者のうち、国公立大学では3.1%、私立大学では10.7%がAO入試によって入学しており、推薦入試に比べると割合は少ないものの、国公立大学・私立大学ともに実施する大学・学部の数は増加傾向にあり、2017年度には全大学の73.8%で実施されている。
一部の学部（主に医学部・歯学部・薬学部等）においては、大学入試センター試験または大学独自の個別筆記試験を課すことがある。例えば、長崎大学医学部医学科の2012年度AO入試では、センター試験で80%以上の点数を取っていなければ合否の選抜対象に入らない。また、日本数学オリンピックや各種科学コンテスト、弁論大会等、所定のコンテストで優秀な成績を収めた受験生に対する入学枠を用意している大学もある。

## 課題
旧来型の推薦入試では出願が11月以降という決まりがあるが、AO入試にはこの規制がないため、夏休み前に合格者を出しているケースも少なくない。「早々に合格を決めた生徒が授業に集中しなくなっている」という指摘も存在する。そのため、2011年度入試より、高校での教育に与える影響に配慮して、AO入試の入学願書受付は8月1日以降となっている。
AO入試から入学までに空白期間が生じることを利用し、「入学前教育」を実施している大学が多く出てきている。ベネッセコーポレーションが2005年度にAO入試を実施した大学を対象に調査したところ、74%の大学が入学前教育を行っていた。中央教育審議会（中教審）では、AO入試について「大学生の学力低下につながっている」と危惧する声が挙がっており、学力を担保するために「高大接続テスト」（仮称）を実施すべきとの検討がなされている。一方、「従来の学力選抜では見出せない資質を評価して選抜するものであるから、当然、そのリスクは負わなければならない」「単に学力面だけでAO入試の成否を論じることは無意味なことである」との指摘もある。

## 評価
AO入試についての大学側の評価としては、AO入試の先駆けとなった慶應義塾大学湘南藤沢キャンパスは「実証分析の結果、AO入試入学者はリーダシップを発揮し、何かしらの課題や目標とともに、SFCに帰属意識を持ちつつ大学生活を送っていると判断することができる。特に、AO入試の目的の1つが問題意識の明確な学生を確保するためだとするならば、SFCのAO入試という選抜制度はその趣旨にかなった役割を果たすことができていると評価できよう」と総括している。
また、早稲田大学政治経済学部でも「多様な経歴、能力、資質、個性をもつ入学者の選抜を可能にし、学部の教育環境の活性化に大きく貢献している」とし、「これらの入学者の入学後の学業成績も、一般入試による入学者に比べ概ね良好である」と自己評価している。早稲田大学全体においてもAO入試が「入学後のGPAが最も高い入試区分」だとしている。
国立大学として最もAO入試に熱心とされる東北大学においても、AO入試入学者のGPAが一般入試入学生よりも高く、「大学生活における学習の重要度」「大学で学んだことの総合満足度」「文章表現力」「プレゼンテーション能力」などの能力もAO入試入学者の方が高かった。